# Rue de l'Abreuvoir (Watermael-Boitsfort)
Pour les articles homonymes, voir Rue de l'Abreuvoir.
La rue de l'Abreuvoir (en néerlandais : Hondenwetstraat) est une rue bruxelloise de la commune de Watermael-Boitsfort qui va du Jagersveld à la drève du Duc en passant par le Hondenberg.
La numérotation des habitations va de 3 à 11 pour le côté impair et de 2 à 20 pour le côté pair.